# 向井一男
向井 一男（むかい かずお、1900年（明治33年）3月27日 - 1969年（昭和44年）1月24日）は、日本の囲碁棋士。愛媛県出身、田坂信太郎門下、方円社、日本棋院所属、八段。1935年の全日本囲棋選手権大会優勝。晩年一時清純を名乗る。日本棋院棋士会長を務めた。 

## 経歴
愛媛県越智郡伯方島に生まれる。1914年（大正3年）上京し、郷里に近い尾道出身で方円社の田坂信太郎に入門。1918年初段。1920年に若手棋士による六華会を設立。1924年三段時に日本棋院設立に参加し、1926年の院社対抗戦では4人抜き。この1926年から比叡山の修学院村に1年間籠る。
1935年四段時に本因坊戦の前哨戦である全日本囲棋選手権大会で、トーナメントを勝抜いて鈴木為次郎、呉清源とのリーグ戦出場。決勝で呉に先番6目を収めて優勝した。本因坊秀哉に私淑していたが、この頃秀哉に入門を頼み、教えを乞うようになった。また当時の新布石流行にも乗らなかった。1939年第1期本因坊戦では甲組四段トーナメントで優勝し五段級トーナメント進出。1941年五段。1969年の大手合で14連勝を記録、七段。1969年没、追贈八段。

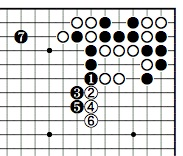
大ナダレ定石の新手。呉清源が提案し、向井一男が実戦に取り入れた。

1968年にナダレ定石の新手で『囲碁新潮』第1回新手賞受賞。仇名は「こん」で、理由は「一発くらったとき、こん棒で、こん!とぶんなぐられたみたいだから」ということだった。門下に山部俊郎、井手八百次郎、小坂田幸次、小山久良。
鈴木為次郎との対局後の感想で「黒3の手早計なり」と語ったことが、3手目が敗着という噂になった。
- 日本棋院対棋正社勝継手合 1926年 4-1（先番○雁金準一、先番○野沢竹朝、先番○高部道平、二子○雁金準一、二子×野沢竹朝）